# Rapatea aracamuniana
Rapatea aracamuniana är en gräsväxtart som beskrevs av Julian Alfred Steyermark. Rapatea aracamuniana ingår i släktet Rapatea och familjen Rapateaceae. Inga underarter finns listade i Catalogue of Life.